# Supplin
Suppline (auch: Wachstumsfaktoren) werden in der Mikrobiologie chemische Verbindungen genannt, welche von einer Mikroorganismenart oder -stamm nicht aus einfachen Bausteinen synthetisiert werden können, aber trotzdem vom Stoffwechsel (essenziell) benötigt werden. Mikroorganismen, die Suppline erst aufnehmen müssen, um wachsen zu können, werden als auxotroph bezeichnet.
Insgesamt kann es sich bei Supplinen um Aminosäuren, Purine, Pyrimidine, organische Säuren, Kohlenhydrate, sowie Vitamine handeln. Im Gegensatz dazu benötigen prototrophe (unabhängige) Bakterien beispielsweise lediglich anorganische Salze und eine Energiequelle wie Glucose. Auxotrophe Mikroorganismen benötigen also zusätzlich auch noch bestimmte organische Verbindungen.
Suppline unterscheiden sich von ihrer Funktion und Konzentration her deutlich von Nährstoffen, sie entsprechen am ehesten den Vitaminen bei der tierischen und menschlichen Ernährung. Häufig dienen in mikrobiellen Mischbiozönosen die End- oder Zwischenprodukte des Stoffwechsels der einen Art einer anderen als Suppline, wodurch sich auch ein Regelmechanismus ergibt. Häufig können dieselben Suppline, welche für eine Art einen Wachstumsfaktor darstellen, für eine andere Art jedoch eine deutlich hemmende Wirkung haben. Außerdem kann ein bestimmtes Supplin je nach Konzentration auf die gleiche Art sowohl hemmend als auch fördernd wirken.
Suppline werden unter anderem durch einen Wachstumshemmtest nachgewiesen.